# Willkommen im Club (2005)
Willkommen im Club ist ein Spielfilm des deutschen Regisseurs Holger Borggrefe, der zusammen mit der Hauptdarstellerin Nicole Unger auch das Drehbuch verfasste. Für die Low-Budget-Produktion, die das Schicksal von drei sehr unterschiedlichen Menschen während ihrer Arbeitslosigkeit verfolgt, taten sich Filmemacher zusammen, die zu diesem Zeitpunkt selbst arbeitslos waren.

## Handlung
Anhand dreier verschiedener Konstellationen erzählt dieser Film von Menschen, deren Leben durch den plötzlichen Verlust ihrer Arbeitsstelle aus der Bahn gerät: von dem verheirateten, aber von Frau und Tochter getrennt lebenden Polierer Joachim (Franz-Joseph Dieken), der seiner Familie gegenüber seine Situation verheimlicht und seinen zuständigen Arbeitsvermittler zunehmend unter Druck setzt; von der alleinerziehenden Mutter Tonja (Kasia Naumow), die "nicht leistungsberechtigt" ist und sich und ihren Sohn mit immer unangenehmeren Minijobs über Wasser zu halten versucht; und von der Ärztin im Praktikum Kerstin (Nicole Unger), die eigentlich am wenigsten Not leidet, weil sie schon bald eine neue Stelle in Aussicht hat, aber durch die unerwartete Entlassung ihr gesamtes Selbstvertrauen verliert.

## Entstehung & Drehort
Die zur Zeit der Entstehung selbst arbeitslosen Beteiligten am Film verzichteten auf ihre Gage, damit der extrem niedrig budgetierte Film realisiert werden konnte. Gedreht wurde in Original-Locations und Privatwohnungen, die kostenlos zur Verfügung gestellt wurden. Hauptdrehort war der Friedrich-Ebert-Hof in Hamburg (eine genossenschaftliche Wohnanlage des Architekten Friedrich Richard Ostermeyer).

## Rezeption
Kino.de beschreibt Willkommen im Club als „Ein dichtes, manchmal komisches und immer bewegendes Zeitdokument, das auch das Leben selbst hätte schreiben können.“
Für Reinhard Lüke vom Film-Dienst balanciert der Film souverän auf dem schmalen Grat zwischen Tragödie und Komik. Willkommen im Club ist „unter dem Strich eine kammerspielartig inszenierte, mit Mini-DV-Kamera gedrehte Produktion aus der Grauzone zwischen Low- und No-Budget, die nicht ohne dramaturgische Längen ist, mit schauspielerischen Leistungen von höchst unterschiedlicher Qualität aufwartet, ihre Stärken aber in einer originären Atmosphäre hat, die auf höchst eigentümliche Art zwischen Tristesse und lakonisch trockenem Humor changiert.“
Hans Schifferle von der SZ gefällt der Humor in der Schilderung der Figuren: „Als Puffer funktioniert die versteckte Komik, die genaue Beobachtung von Absurditäten des Alltags. Der Film ist dann am besten, wenn er eine existenzielle Tragikkomik beschreibt, in der Figur des seltsamen Mannes vom Arbeitsames beispielsweise, der spießig erscheint, aber von einer berührenden Tristesse umgeben ist... das Feelgood-Syndrom, das sich gegen Ende bei der Errettung der Figuren einzuschleichen droht, missfällt, aber bei diesem Tadel kommt man sich als Kritiker schon wie ein Personalchef vor, der einen sympathischen und durchaus kompetenten Arbeitssuchenden abweist.“

## Festivals
Willkommen im Club wurde auf dem Filmfestival Max Ophüls Preis 2005 uraufgeführt, war Eröffnungsfilm bei den Grenzland-Filmtagen 2005 in Selb und lief auf dem Internationalen Filmfest Emden-Norderney 2005 im Wettbewerb um den DGB-Filmpreis.